# 默特爾 (堪薩斯州)
默特爾（英語：Myrtle）是位於美國堪薩斯州菲利普斯縣的一個鬼鎮。

## 歷史
默特爾的郵政局於1878年設立，直到1904年結束營運。

## 地理
默特爾所處的海拔為高於海平面641米（即2103英呎），而該地所採用的時區為UTC-6，即北美中部時區（CST）。同時該地設有夏令時間，為UTC-6調快一小時，即UTC-5（CDT）。